# タイ王国の宇宙開発
タイ王国の宇宙開発（タイおうこくのうちゅうかいはつ）では、タイ王国の宇宙開発について説明する。
タイ王国の宇宙開発は、1960年代の人工衛星リモートセンシング関連技術の移転からはじまった。現在の宇宙開発の主体であるタイ地理情報・宇宙技術開発機関は、1971年アメリカNASAのランドサットによるリモートセンシング計画の開始に際し、タイ国家研究評議会（NRCT）が設立したタイ・リモートセンシング計画（TRSP）を起源としている。その後1982年、東南アジア諸国に先駆けてタイ地上通信所を開設。タイ王国の宇宙開発は軍事用ではなく、衛星リモートセンシング技術からスタートしており、国家政策や民間ビジネスなどへの活発な人工衛星技術応用に特長がある。現在、ロケットによる自力打ち上げ能力は持たないが、自国の人工衛星を所有し、運用している。東南アジアの諸国で宇宙技術におけるリーダーとなるべく日本や中国などの宇宙技術先進諸国から技術移転を推進している。

## 歴史

### 前史
タイ王国の宇宙技術移転は1961年-1966年第一次経済社会開発計画において始まったとされる。開発計画中には宇宙技術についての言及は無いが、後のリモートセンシング技術に転用可能な海外の電波通信技術が計画的に移転された。その後、1967-1971年第二次経済社会開発計画において、インテルサット地上通信所の開設が計画され、1966年タイ王国はインテルサットとインマルサットに加盟した。

### リモートセンシング技術の利用と普及
1970年代、タイ王国は幾度も政治・経済上の混乱に見舞われるが、リモートセンシング技術は順調に移転されて応用が行われた。1971年、アメリカNASAのランドサットによるリモートセンシング計画「地球資源技術衛星技術」の開始に際し、タイ国家研究評議会（NRCT）はタイ・リモートセンシング計画（TRSP）を立ち上げ、計画に参加した。1979年、TRSPは評議会の課レベル機関に昇格。タイ・リモートセンシングセンター（TRSC）に改称し、タイ国内の天然資源、環境管理分野でのリモートセンシング利用推進活動を行った。1980年代にはいると、タイ経済は安定的に成長。さらにアメリカの資金援助もあり材料工学、電気工学、コンピューター技術が進展し、それに伴い宇宙技術も発展した。1982年、東南アジア諸国に先駆けてタイ地上通信所を開設。センターはこの通信所を通じてランドサット、SPOT、NOAA、ERS、MOSなどの衛星データの提供を開始した。

### 人工衛星ビジネス・人工衛星開発への参入
1990年代に入ると、衛星技術応用分野の裾野がタイ社会に普及してゆくことになった。1993年、タイ科学技術・環境省情報センターの中にGIS調整推進課が設置され政府による衛星利用が国家レベルで急速に拡大した。また民間部門においても、人工衛星ビジネスへの本格参入が行われるようになった。タイ通信省は民間企業と共同して、イリジウム、エイセスなどを通じた移動通信システムに投資していたが、1991年にタイ王国の企業シン・コンピューター通信社はヒューズ・スペース・コミュニケーション社と1億米ドルで契約を結び、タイで最初の通信衛星打ち上げ計画を立ち上げた。その後、1993年12月17日に最初の衛星タイコム1A号の打ち上げに成功し、衛星放送事業を開始した。この最初の衛星は、日本からシンガポールまでを受信地域とした。その後、タイコム2号（1994年）、 タイコム3号（1997年）、タイコム4号<iPSTAR> （2005年）、タイコム5号 （2006年）を打ち上げている。
また、タイの大学の研究用の人工衛星の打ち上げも行われている。マハーナコーン工科大学情報通信工学部のタイパット人工衛星研究センターは、イギリスのサリー大学（University of Surrey）と共同研究を行い開発したタイ初のマイクロサット衛星タイパットを開発。1998年7月10日にタイパット1号（TMSAT）がカザフスタン バイコヌール宇宙基地からゼニット2ロケットで打ち上げた。

### タイ地理情報・宇宙技術開発機関の設置
2000年11月2日、現在のタイの宇宙開発の主体となっているタイ地理情報・宇宙技術開発機関（GISTDA）が科学技術省の下に発足。2004年に地図作成、国土計画、土地利用、資源管理、災害モニタリング等などを行うタイ地球観測システム計画が策定され、タイ初となる地球観測衛星THEOSがEADS アストリアム社によって開発された。2008年10月1日にドンバロフスキー射出場からドニエプル・ロケットにより打ち上げられた。また、タクシン政権において、タイの宇宙行政を統轄するタイ版NASA、タイ王国宇宙庁を首相府直轄の独立機関として設置し、宇宙委員会を政策決定機関とすることも計画されたが、実現されることは無かった。

### 災害モニタリングの本格利用
2011年末から発生したタイ中部の大洪水は機関の災害モニタリングシステムと国際ネットーワークの重要性を示す場となった。洪水の拡大に伴いタイ内務省災害軽減局はセンチネルアジア及び国際災害チャーターに対し緊急観測を要請した。さらに日本の宇宙機関JAXAでは航空機搭載レーダー(Pi-SAR-L)システムの運用し、機関と航空機から洪水観測を行った。機関ではこれら取得データからリアルタイム洪水GIS（Thailand Flood Monitaring System）をWeb上で運用して洪水被害の減災に努めた。

### 民生活用の発展と次期衛星選定
2009年-2012年までの4ヵ年計画による機関の目標は、「国益のための地球観測技術と地理情報技術の発展と応用」とされている。そのため現有する衛星、地理情報システム、ネットワークの農業、資源管理、観光、ビジネスの分野での応用に重点が置かれている。現状では自力打ち上げ能力の開発は行っていないと見られ、情報の収集と技術育成を行うにとどまっている。また、THEOS後継機THEOS-2の開発に向けたフィージビリティ調査が2011年から開始されている。本計画ではデータ提供のみならず、分析加工を通じて商業利用してゆくことを視野に入れており、高度な利用に耐え得る高性能衛星を開発する方向性で意見交換が行われている。それに対して、日本の三菱電機では、合成開口レーダー(SAR)を搭載させ、現在開発中の日本のSAR衛星だいち2号（ALOS-2）とあわせて干渉使用やデータ互換ができるシステムを構築することで、データ取得頻度と効率性を向上させる計画を提案している。

### アセアン統合に向けて
2013年-2017年五か年戦略計画の目標は「宇宙から国民と社会の発展の為に貢献する」を掲げ、国民生活の向上のための宇宙技術活用路線を維持している。具体的には地球観測衛星の更新、宇宙産業育成と研究、衛星情報の民生利用、宇宙ビジネス、アセアン統合事業を柱としている。まず地球観測衛星次世代機Thaichote2 (THEOS2)については、2015年までの完成を目標にしている。さらにASEAN統合に向けて宇宙技術研究開発、人材育成のハブとなるべく2012年11月28日タイランド・Ｋリノベーション・パーク（Thailand Krenovation Park）が設置され、同パーク内のTHEOS管制通信所を改修してタイ宇宙センターを開設する計画も盛り込まれている。衛星データの民間利用については、2013年にタイ空間データインフラストラクチャー（ThaiSDI）をウェブ上に構築し、衛星データへの官民のアクセスを向上させた。

## 対外関係
タイの宇宙開発外交は、タイ外交伝統である全方位外交を踏襲しており、広く諸外国との連携、協力を柔軟に模索している。
まず、アジア太平洋地域宇宙機関会議 (Asia-Pacific Regional Space Agency Forum:APRSAF)において同機関はタイ代表として参加している。
同会議で提唱された、アジア諸国で自然災害が発生した際、緊急に観測を行い、災害情報を融通し合うプロジェクト『センチネル・アジア』にも参加しており、THEOSのデータを提供している。また同小型衛星技術人材育成プロジェクト『STAR』（Satellite Technology for the Asia-Pacific Region：STAR、「アジア太平洋地域のための衛星技術計画」）にも参加を表明しており、日本の宇宙航空研究開発機構（JAXA）の協力の下、2009年から衛星宇宙技術の人材育成が行われている。
さらに中国を機軸とするアジア太平洋宇宙協力機構(APSCO)にも加盟している。2009年6月、中国の環境・災害観測衛星「環境1号A」の地上通信基地をタイ国内に建設することで合意している。さらに中国武漢大学と協力して、国際的な宇宙技術人材開発のために使用されるシリトーン地理情報国際会館を建設することにも同意しており、2011年7月14日チョンブリー県THEOS管制通信所近郊において武漢大学と定礎式を行った
。
そのほかの多国間連携としては、国連宇宙空間平和利用委員会（COPUOS）、アジア太平洋経済社会委員会（ESCAP）、 地球観測に関する政府間会合（GEO）、国連アジア太平洋宇宙科学技術教育センター（UN-CSSTEAP）、東南アジア諸国連合宇宙利用小委員会（ASEAN SCOSA）に加盟している。

## 組織
- 科学技術省 (タイ)
- タイ地理情報・宇宙技術開発機関

### 関連企業
- タイコム公社

### 関連大学
- アジア工科大学院大学
- チュラーロンコーン大学
- マハーナコーン工科大学

### 地上通信施設
- タイ地上通信所-（バンコク ラートクラバン区）
- THEOS管制通信所-（チョンブリー県 シーラーチャー郡）
- タイコム・テレポートDTHセンター-（パトゥムターニー県 ラートルムケーオ郡）タイコム社施設

## 開発計画

### ロケット
- 2011年現在計画なし

### 人工衛星
- タイパット (人工衛星)
- タイコム (人工衛星)
- THEOS (人工衛星)
- THEOS-2 (人工衛星)-フィージビリティ調査中

### 宇宙飛行士

#### 民間
2013年12月、アメリカ企業XCORエアロスペース社が開発中の有人宇宙船リンクスの民間宇宙飛行士となるために、3名がAXE Global Space Campに挑戦し、タイ地理情報・宇宙技術開発機関職員ピラダー・デーチャウィチット（泰: พิรดา เตชะวิจิตร์）1名が最終選考で選出された。2015年末頃にリンクスMark IIに搭乗し、アメリカ合衆国カリフォルニア州から打ち上げられる予定だった。リンクス開発計画は度々延期されたうえ、2017年にXCORエアロスペース社が倒産し、計画は中止された。